# لنیکرا اتروسکا
لنیکرا اتروسکا (نام علمی: Lonicera etrusca) نام یک گونه از سرده پیچ امین‌الدوله است.